# アレウス2世
アレウス2世（古希: Αρεύς Β'、古代ギリシア語ラテン翻字: Areus II、在位：紀元前262年 - 紀元前254年）はアギス朝のスパルタ王である。
アレウス2世は先王アクロタトスの子である。彼は父王の死後に生まれ、幼くして王位に登った。そのためアレウスは親戚のレオニダスの後見を受けたが、わずか8歳で病死した。その次の王位は、老齢にもかかわらず、一族の男はレオニダス一人だけだったためにレオニダスが継いだ。

## 註
1. ↑  パウサニアス, III, 6, 6; プルタルコス, 「アギス」, 3